# Veľká Čalomija
Veľká Čalomija (allemand : Großkritsch,  hongrois : Nagycsalomja) est un village de Slovaquie situé dans la région de Banská Bystrica.

## Histoire
La première mention écrite du village date de 1244.
La localité fut annexée par la Hongrie après le premier arbitrage de Vienne le 2 novembre 1938. En 1938, on comptait 756 habitants dont 6 d'origine juive. Elle faisait partie du district de Balassagyarmat (hongrois : Balassagyarmati járás). Le nom de la localité avant la Seconde Guerre mondiale était Veľká Čalomija/Nagy-Csalomija. Durant la période 1938 - 1945, le nom hongrois Nagycsalomja était d'usage. À la libération, la commune a été réintégrée dans la Tchécoslovaquie reconstituée.

## Démographie

### Évolution de la population
| Année:               | 1994. | 2004.   | 2014.   | 2024.   |
| -------------------- | ----- | ------- | ------- | ------- |
| Nombre de personnes: | 672   | 617     | 604     | 579     |
| Différence:          |       | -8,18 % | -2,10 % | -4,13 % |

| Année:               | 2023. | 2024.   |
| -------------------- | ----- | ------- |
| Nombre de personnes: | 582   | 579     |
| Différence:          |       | -0,51 % |